# Rio (album)
 For alternative betydninger, se Rio. (Se også artikler, som begynder med Rio)
Rio er det andet album fra Duran Duran og blev udgivet i 1982.

## Numre
1. Rio
2. My Own Way
3. Lonely In Your Nightmare
4. Hungry Like The Wolf
5. Hold Back The Rain
6. New Religion
7. Last Chance On The Stairway
8. Save A Prayer
9. The Chauffeur